# Cévní zásobení mozku

Willisův tepenný okruh v mozku

Cévní zásobení mozku zajišťuje přívod okysličené krve do mozku a tím i jeho výživu a správnou funkci. Mozková tkáň je vůbec jednou z nejcitlivějších na dodávky kyslíku a již po několikaminutové zástavě krevního oběhu dochází k odumírání neuronů.

## Oběh krve v mozku

### Willisův tepenný okruh
Krev je do mozku vedena dvěma vnitřními karotickými tepnami (arteria carotis interna sin. et dx.) a dvěma páteřními tepnami (aa. vertebrales), které jsou vedeny páteří. Vertebrální tepny se na úrovni mozkového kmene spojí v bazilární tepnu (a. basilaris), která vytváří hlavní větve:
- aa. pontines – k mostu.
- a. cerebelaris superior sin. et dx. – k mozečku.
- zadní anastomózu (a. communicans posterior)

Zadní tepenné anastomózy se spolupodílejí na vzniku Willisova tepenného okruhu (circulus arteriosus Willisi), tím že propojují tok krve přicházející vertebrálními tepnami s krevním prouděním přicházejícím do mozku z vnitřních karotid, které se větví do předních mozkových tepen. Tím je zajištěn vícečetný přívod krve k mozkové tkáni pro případ např. ucpání (embolizace) jedné z větví tepen.
Willisův okruh byl pojmenován po anglickém lékaři 17. století Thomasi Willisovi (1621-1673).
Z Willisova okruhu vycházejí tři páry (pravé a levé) hlavních mozkových tepen vyživující mozek:
- a. cerebri anterior – pravá a levá se spojují v krátkou přední anastomózu (a. communicans anterior).
- a. cerebri media
- a. cerebri posterior

### Fyziologie mozku
Hmotnost mozku tvoří cca 2% tělesné váhy, zatímco průtok krve představuje v mozku až 12-14 % celkového minutového objemu a je velmi stálý. Mozkový objem, stejně jako množství krve a mozkomíšního moku jsou téměř konstantní, protože samotný mozek i tekutiny v dutině lebeční jsou nestlačitelné (doktrína Monroa-Kellieho).
V klidu proteče mozkovými polokoulemi 48-53 ml/100 g/min. Průměrný průtok šedou hmotou, kde je více kapilár činí 69 ml/100 g/min, kdežto bílou hmotou jen 28 ml/100 g/min.

### Průtok krve mozkem závisí zejména na 4 faktorech
- místním tepenném a žilním tlaku
- intrakraniálním tlaku (na něm se podílí i mozkomíšní mok)
- vazkosti krve
- místní vazodilataci a vazokonstrikci

### Iontová bilance
Při iontovém selhání se nevratně poškozuje mozková tkáň, nejvíce mozková jádra s nejvyšším metabolismem. Do 3-4 hodin dochází k ireperabilním dějům s odumíráním neuronů. Při sníženém prokrvení při průtoku (15-18 ml až 10ml/100 g/min) dojde k funkčním výpadkům při zachování stálosti vnitřního prostředí (homeostázy). Periferní zóna tkáně ložiskového nedokrvení (fokální ischémie) se označuje jako „ischemická penumbra“. Selhání transportu iontů Na+ a K+ zvýší extracelulární koncentraci K+, což má za následek membránovou depolarizaci a otevření napěťově řízených Ca 2+ kanálů, které umožní proudění kalciových iontů dovnitř buněk. Ca2+ se hromadí v mitochondriích a zvyšuje se aktivita fosfolipáz A a C, které z membránových lipidů uvolňují mastné kyseliny, čímž stoupá propustnost membrán.

## Mozkové tepny na bázi lební

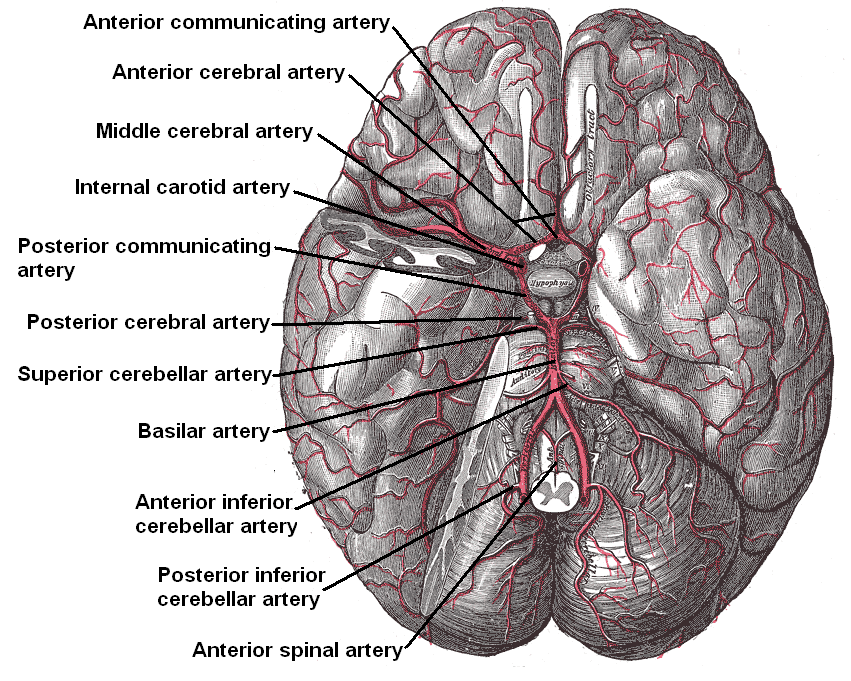
Mozkové tepny na bázi lební